# Czitkan
Czitkan (ros. Читкан) – wieś w Rosji, w Buriacji, w rejonie barguzińskim. W 2010 liczyła 837 mieszkańców.